# Silnice II/214
Silnice II/214 je silnice II. třídy, která vede z Chebu ke hraničnímu přechodu Svatý Kříž / Waldsassen. Je dlouhá 9,2 km. Prochází jedním krajem a jedním okresem.

## Vedení silnice

### Karlovarský kraj, okres Cheb
- Cheb (křiž. D6, I/6, I/21, II/606, III/21320, III/2149, III/2144, III/2148, peáž s II/606)
- Hradiště (křiž. II/606, peáž s II/606)
- Háje (křiž. III/2143)
- Svatý Kříž (křiž. III/2141, III/2145)